# Kloster Bernstein (Sulz am Neckar)

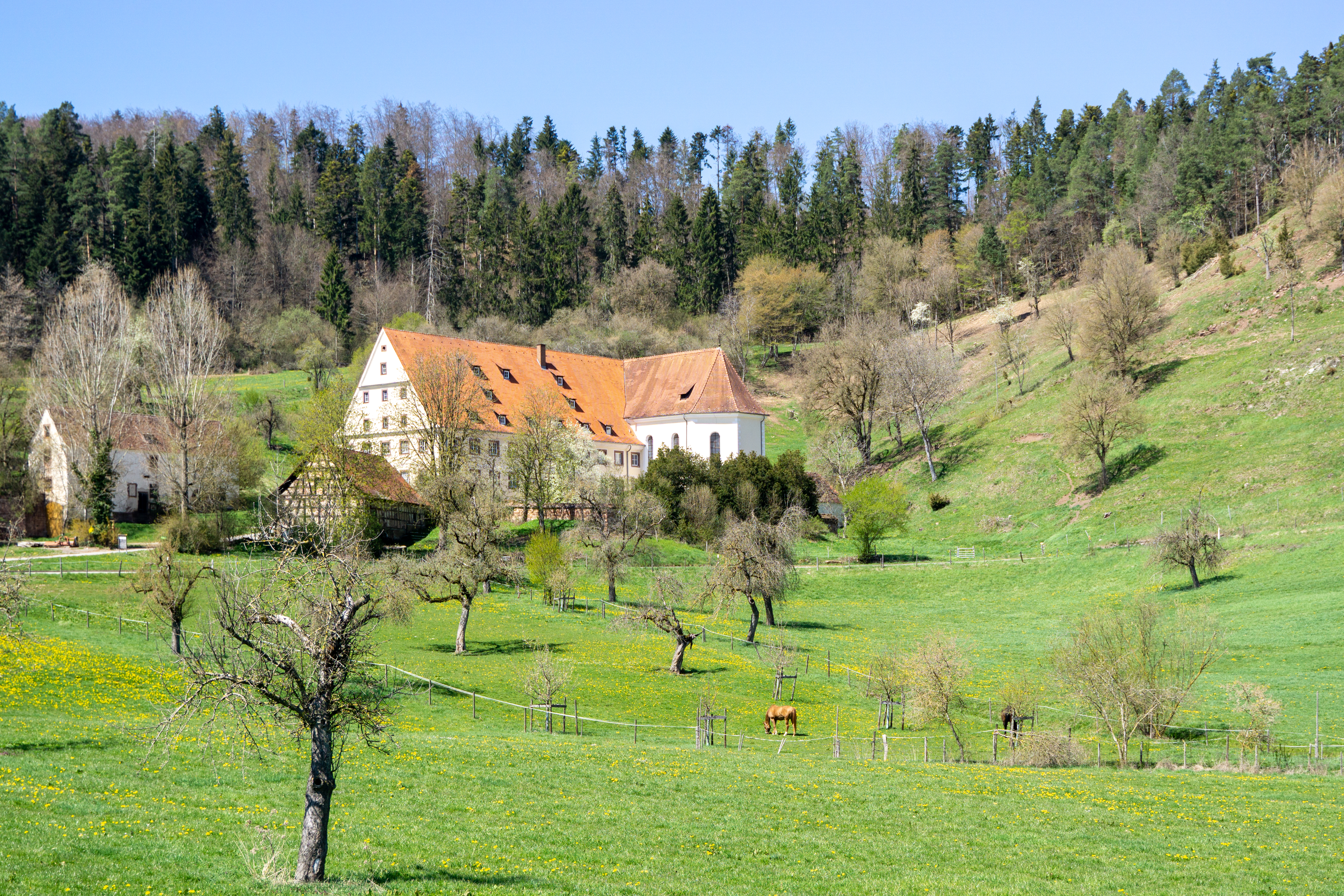
Kloster Bernstein

Das Kloster Bernstein liegt südlich des Klosters Kirchberg bei Renfrizhausen, einem Ortsteil von Sulz am Neckar im Landkreis Rottweil. Es war seit 1361 Bruderhaus von Eremiten, die seit dem 16. Jahrhundert als Franziskanertertiaren lebten. Mit der Aufhebung des Klosters im Zuge der Säkularisation zu Beginn des 19. Jahrhunderts bis 1976 war Bernstein Staatsdomäne. Nach dem Zweiten Weltkrieg entstand dort die Kunstschule Bernstein. Heute ist das Klostergebäude in Privatbesitz und landwirtschaftliches Hofgut.

## Geschichte des Gebäudes

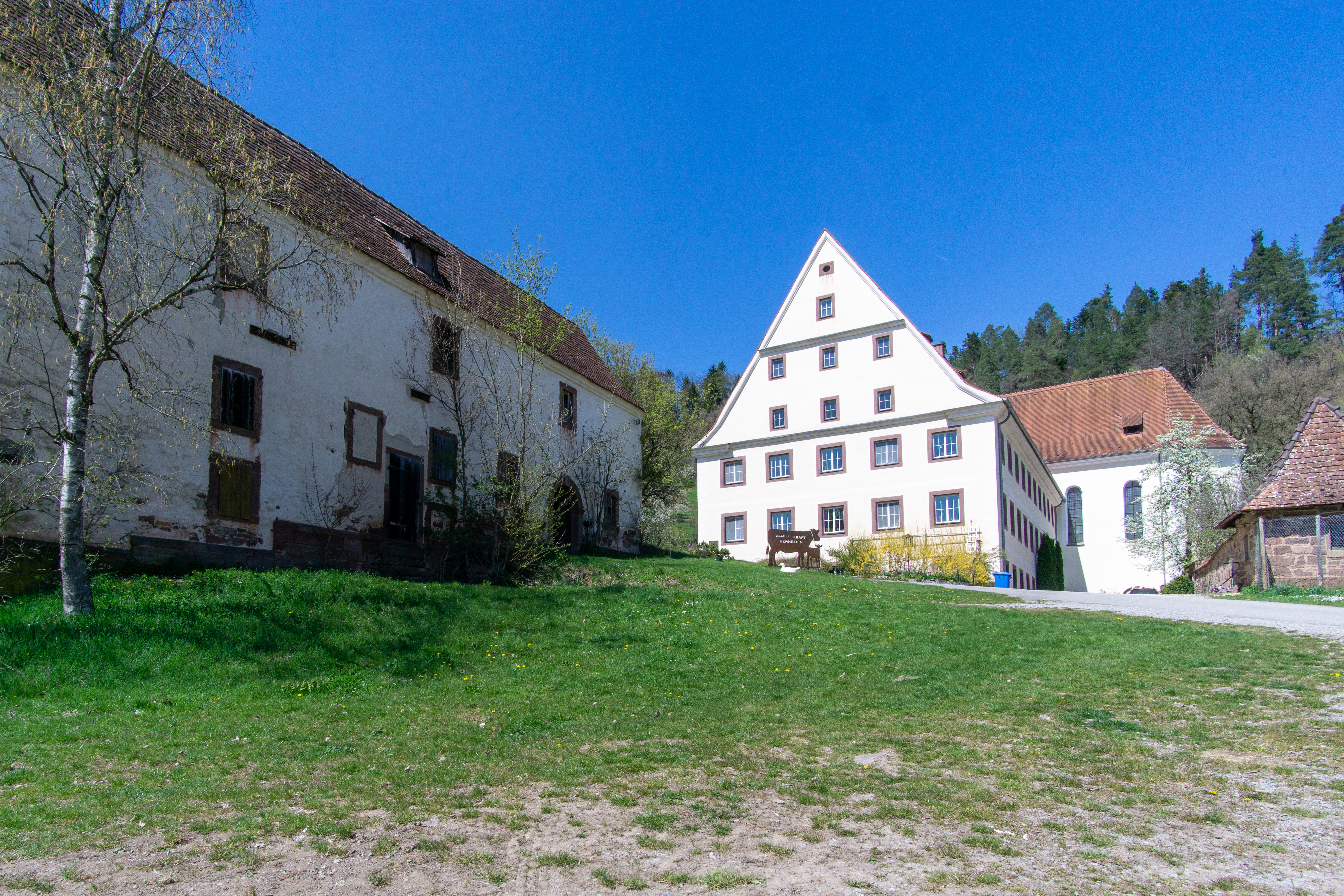
Kloster Bernstein

Die Gründung des Klosters 1361 wird durch das Kloster Reichenau 1361 bestätigt. Im 16. Jahrhundert gelangte die Schirmvogtei aus den Händen der Hohenberger an das Haus Habsburg. Der Neubau des Klosters wurde durch den Rottweiler Baumeister Joseph Feuerstein von 1728 bis 1733 errichtet. Von den älteren Vorgängerbauten ist der große gewölbte Tropfbrunnen aus dem Jahr 1448 erhalten, der 1620 erneuert wurde. Eine Inschrift desselben Jahres nennt den Steinmetz Johannes Conrad Alther von Rorschach. Erhalten ist auch der alte Klostergarten mit Säulen und Postamenten.
Die Seitenaltäre – als Meisterwerke der Intarsienkunst bezeichnet – waren Teil der Rokokoausstattung des Klosters. Die Altarblätter stammen von Franz Sebald Unterberger (1706–1776). Sie wurden mit Kanzel, Beichtstuhl und Taufsteinkasten der Klosterkirche nach der Aufhebung des Klosters billig an die Pfarrkirche St. Mauritius in Bochingen abgegeben.
Das ehemalige Kloster diente ab 1935 als Landjahrlager. Von 1946 bis in die 1950er-Jahre war darin die Bernsteinschule, eine private Kunstschule, untergebracht. Heute befindet sich dort ein Hofgut. Es liegt an der vom Kloster Kirchberg ausgehenden Wanderroute „ParadiesTour“ (Nr. 3).

## Sehenswürdigkeit
In der „Gruft“ des Klostergebäudes hat HAP Grieshaber an der Innenwand den „Todesengel“ verewigt. „Der Flügel gleicht einer Sense, der kleine Kopf, leicht nach rechts geneigt, wird umrahmt von einer Art Heiligenschein, die rechte Hand zeigt willkürlich auf das nächste Opfer, das sich der Tod offenbar holen will.“